# Chiều ngoại ô Moskva
Chiều ngoại ô Moskva, hay Chiều Moskva, là tên một bài hát tiếng Nga (Подмосковные Вечера) rất trữ tình, nổi tiếng trong và ngoài nước Nga, được rất nhiều người Việt, nhất là ở miền Bắc Việt Nam biết và yêu thích.

## Tác giả và tên gọi
Bài hát do nhạc sĩ Vasily Solovyov-Sedoy soạn nhạc, phần lời của Mikhail Matusovsky sáng tác nhưng họ không thống nhất về tên bài hát. Solovyov-Sedoy, nhạc sĩ từ Leningrad tới, cho rằng bài hát cần phải được đặt tên là "Chiều Leningrad" thì đúng hơn là "Chiều Mát-xcơ-va".
Ban đầu, bài hát được viết làm nhạc cho một bộ phim tài liệu về một sự kiện thể thao lớn ở Liên Xô hồi cuối những năm 50 của thế kỷ 20.
Bài hát lấy lại tên vào năm 1955, khi diễn viên trẻ của Nhà hát Nghệ thuật Moskva Vladimir Troshin thu âm cho một bộ phim về thể thao.

## Ảnh hưởng
Chiều Moskva là ca khúc được viết "theo đơn đặt hàng" làm nhạc nền cho phim và khi mới xuất hiện lần đầu theo phim thì đều chẳng mấy ai quan tâm.Chiều Moskva, khởi đầu, người ta đặt tên cho nó là Đêm Leningrad được viết làm nhạc cho một bộ phim tài liệu về một sự kiện thể thao lớn ở Liên Xô hồi cuối thập niên 50 thế kỷ 20. Nhưng điều bất ngờ là sau đó, khi hai ca tình khúc trên lần lượt được giới thiệu trên làn sóng phát thanh, thì đều thu hút được sự yêu thích đặc biệt của thính giả và thành công ngoài sự mong đợi của những người sáng tác ra chúng.
Năm 1957, Chiều Moskva đã giành giải trong một cuộc thi ca khúc quốc tế và giành giải nhất tại Festival Thanh niên và Sinh viên Thế giới tổ chức tại Moskva. Chiều Moskva đã nhanh chóng phổ biến khắp thế giới, được đặc biệt ưa thích ở Trung Quốc. Ngay trong thời kỳ Chiến tranh Lạnh, nghệ sĩ piano nổi tiếng người Mỹ Van Cliburn từng trình diễn Chiều Moskva nhiều lần...
Chiều Moskva là một trong những ca khúc được đề nghị phát thanh nhiều nhất theo thư yêu cầu của thính giả Liên Xô trước đây. Từ năm 1964, giai điệu bài ca này được lấy làm nhạc hiệu của Đài Phát thanh Tin tức và Âm nhạc Mayak (Hải đăng) ở Liên Xô.
Năm 2004, ca sĩ người Bỉ Helmut Lotti đã gây ấn tượng với thế giới khi anh trình diễn bản tiếng Anh của ca khúc này, dưới tựa đề Moscow Nights, trong album From Russia With Love.
Khi về tới Việt Nam Chiều Moskva đã trở thành bài hát Nga "đi cùng năm tháng" cùng với những tình khúc nổi tiếng khác như Kachiusa, Triệu bông hồng, Kalinka,... Chiều Moskva đã gắn bó với tên tuổi các ca sĩ như: Trung Kiên, Quang Thọ, Bích Việt, Quang Huy...

## Lời Việt
Theo tác giả Đỗ Trọng Nga: Đã nửa thế kỷ qua, tên người dịch bản tiếng Việt của Chiều Moskva là một bí ẩn và bản dịch, dù được rất nhiều người thuộc lòng, cho đến nay vẫn bị coi là "khuyết danh". Từng có nhiều ý kiến cho rằng ca sĩ, Nghệ sĩ Nhân dân Trung Kiên là tác giả phần lời tiếng Việt, song chính ông phủ nhận. Dịch giả Dương Tường thì đoán đó có thể là Ngô Vĩnh Viễn (1924-1994) - người có mặt tại Festival Thanh niên và Sinh viên Thế giới tổ chức tại Moskva năm 1957. Ông Viễn, bút danh Nguyễn Vĩnh, từng dịch một số tác phẩm văn học nổi tiếng của thế giới sang tiếng Việt, như Chuông nguyện hồn ai, Truyện ngắn O. Henry...Tuy nhiên, theo Đặng Vương Hưng, người đầu tiên dịch Chiều Moskva ra tiếng Việt là ông Vương Thịnh (1934-2010), nguyên Vụ trưởng Vụ Hợp tác Quốc tế - Bộ Văn hóa Thể thao Du lịch Việt Nam. Sinh năm 1934 quê tại Bắc Giang, ông Vương Thịnh từng là một cựu chiến binh của Đại đoàn 308 từ 1949. Những năm 1951-1954, ông là Học viên thiếu sinh quân tại Trung Quốc. Ông cũng là một trong hàng trăm học viên Việt Nam được học lớp Nga ngữ đầu tiên ở Moskva những năm 1954-1956. Ông dịch lời Việt bài hát này đầu thập kỷ 60 của thế kỷ 20, sau khi từ Liên Xô trở về nước. Vương Thịnh đã tự dịch ca khúc Chiều Moskva đang nổi tiếng hồi đó ra tiếng Việt. Sau đó, ông còn cộng tác với Cao Thụy (sau là Đạo diễn điện ảnh) dịch tiếp ca khúc Đôi bờ. Bản dịch Chiều Mát-xcơ-va của ông (cùng Đôi bờ (bài hát)) được in thành tờ gấp khổ nhỏ, phát hành hàng ngàn bản ở miền Bắc Việt Nam và nhanh chóng được người yêu âm nhạc Việt Nam đón nhận.